# Zemborzyce Dolne
Zemborzyce Dolne [pronunciación en polaco: /zɛmbɔˈʐɨt͡sɛ ˈdɔlnɛ/] es un pueblo en el distrito administrativo de Gmina Konopnica, dentro del condado de Lublin, Voivodato de Lublin, en el este de Polonia. Se encuentra a unos 14 kilómetros al este de Konopnica y 11 kilómetros suroeste de la capital regional Lublin.